# St. Ludgerus (Norderney)

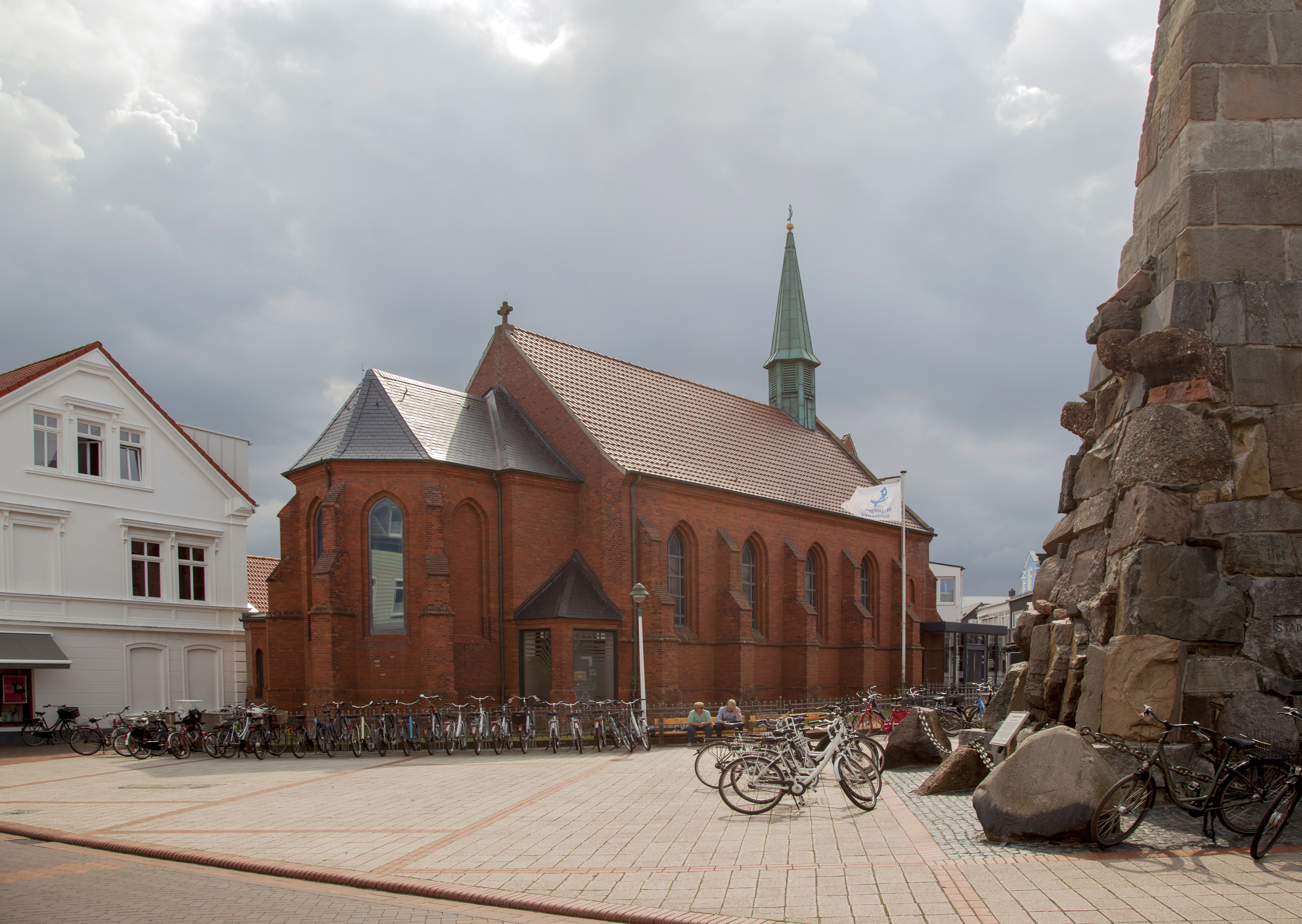
Inselkirche St. Ludgerus, Ansicht von Osten (rechts das Kaiser-Wilhelm-Denkmal)

Die römisch-katholische Kirche St. Ludgerus auf der ostfriesischen Insel Norderney wurde 1883/84 als neogotische Saalkirche erbaut und steht unter Denkmalschutz.

## Geschichte

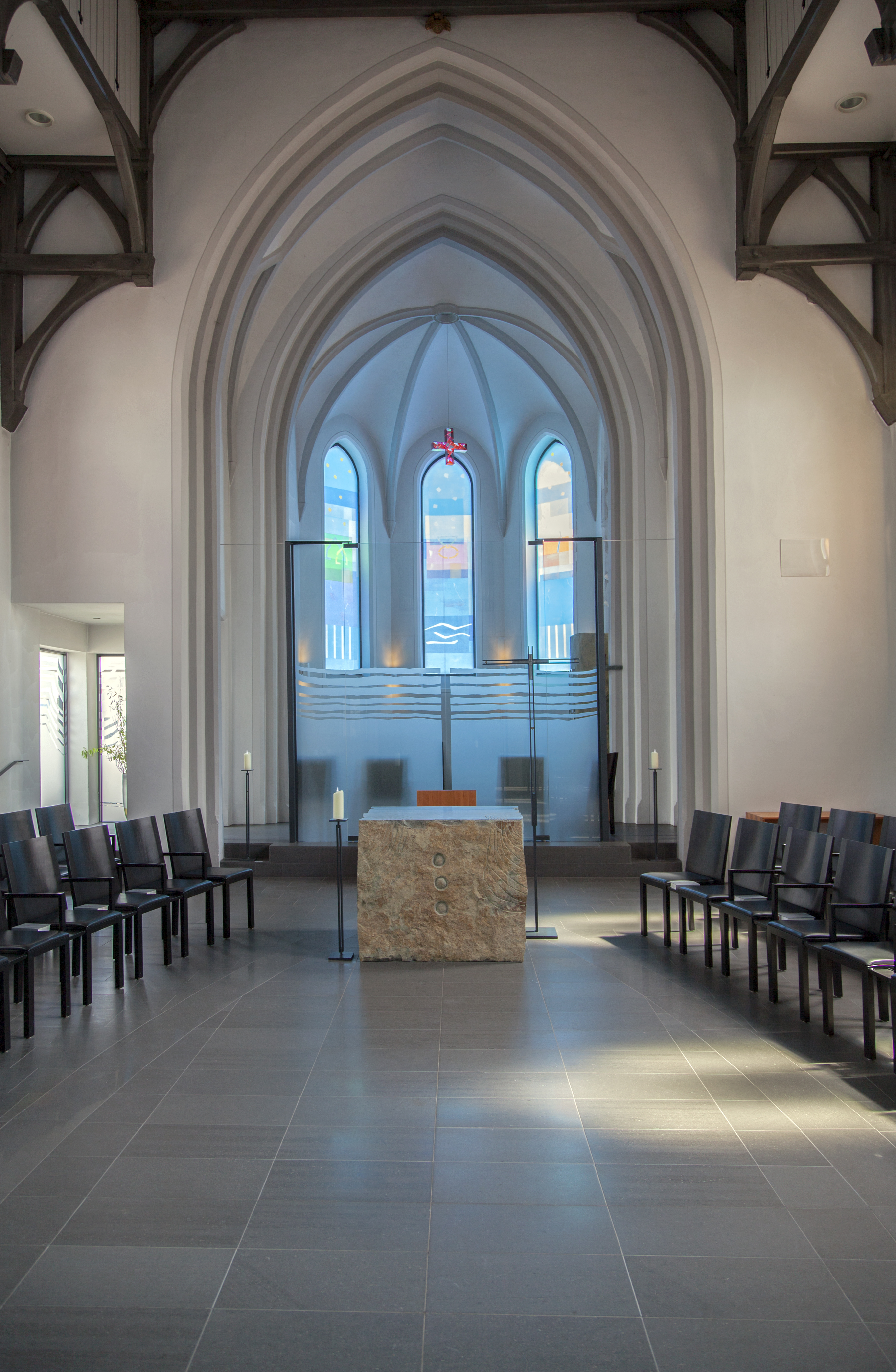
Blick zum Chor

Nachdem es seit der Reformation keine Katholiken auf der Insel gegeben hatte, wurde die römisch-katholische Kirchengemeinde 1884 neu gegründet. Sie ist nach dem heiligen Friesenmissionar St. Ludgerus benannt. Die Anfänge der Gemeinde reichen ins Jahr 1840 zurück, als der Norder Pfarrer Heinrich Lackmann beim Bistum Osnabrück um einen Geistlichen für Norderney bat. Aufgrund der kurzen Badesaison und der geringen Zahl katholischer Inselgäste (um das Jahr 1850 etwa 100) wurde die Bitte abgelehnt. Am 29. Mai 1883 erhielt ein Bauunternehmer aus Norden den Auftrag, die Pfarrkirche St. Ludgerus an der Kreuzung Friedrichstraße/Herrenpfad zu errichten. Das Gelände konnte größtenteils durch Spenden von Kurgästen erworben werden. Die Kirchweihe erfolgte am 17. Juli 1884. Im Jahr 1909 wurde der erste Pfarrer eingesetzt, für den 1912 ein Pfarrhaus an das Kirchengebäude angebaut wurde. 1923 erhielt die Kirchengemeinde Norderney den Status einer selbständigen Kuratiegemeinde, 1974 wurde sie Pfarrgemeinde. In den Nachkriegsjahren wuchs sie durch den Zuzug von Heimatvertriebenen aus den deutschen Ostgebieten auf über 800 Mitglieder an und hat gegenwärtig (November 2014) 1156 Mitglieder. In den Jahren 2007 bis 2009 erfolgte eine grundlegende Sanierung und Umgestaltung des Innenraums der Kirche. Seitdem wird St. Ludgerus im Sommer als Werktagskirche genutzt, im Winter werden dort auch am Wochenende Gottesdienste gefeiert. Die sonntäglichen Eucharistiefeiern finden aufgrund der hohen Teilnehmerzahl im Kirchengebäude Stella Maris statt. Die Kirchengemeinde gehört zum Dekanat Ostfriesland im Bistum Osnabrück. Im Frühjahr 2021 begannen Ausbesserungsarbeiten an der Fassade.

## Baubeschreibung
Der Backsteinbau wurde als Saalkirche mit eingezogener polygonaler Apsis im neogotischen Stil errichtet. Die Längsseiten weisen je vier und die Apsis drei spitzbogige Fenster auf und werden außen mit Strebepfeilern gestützt. An der Eingangsseite im Westen ist ein kleiner Windfang vorgebaut. Für eine kleine Glocke ist ein Dachreiter angebracht. Im Inneren wird die Apsis durch einen spitzbogigen Triumphbogen mit dem Kirchenschiff verbunden. Der Dachstuhl ist teilweise offen und lässt die Holzkonstruktion erkennen.

## Ausstattung

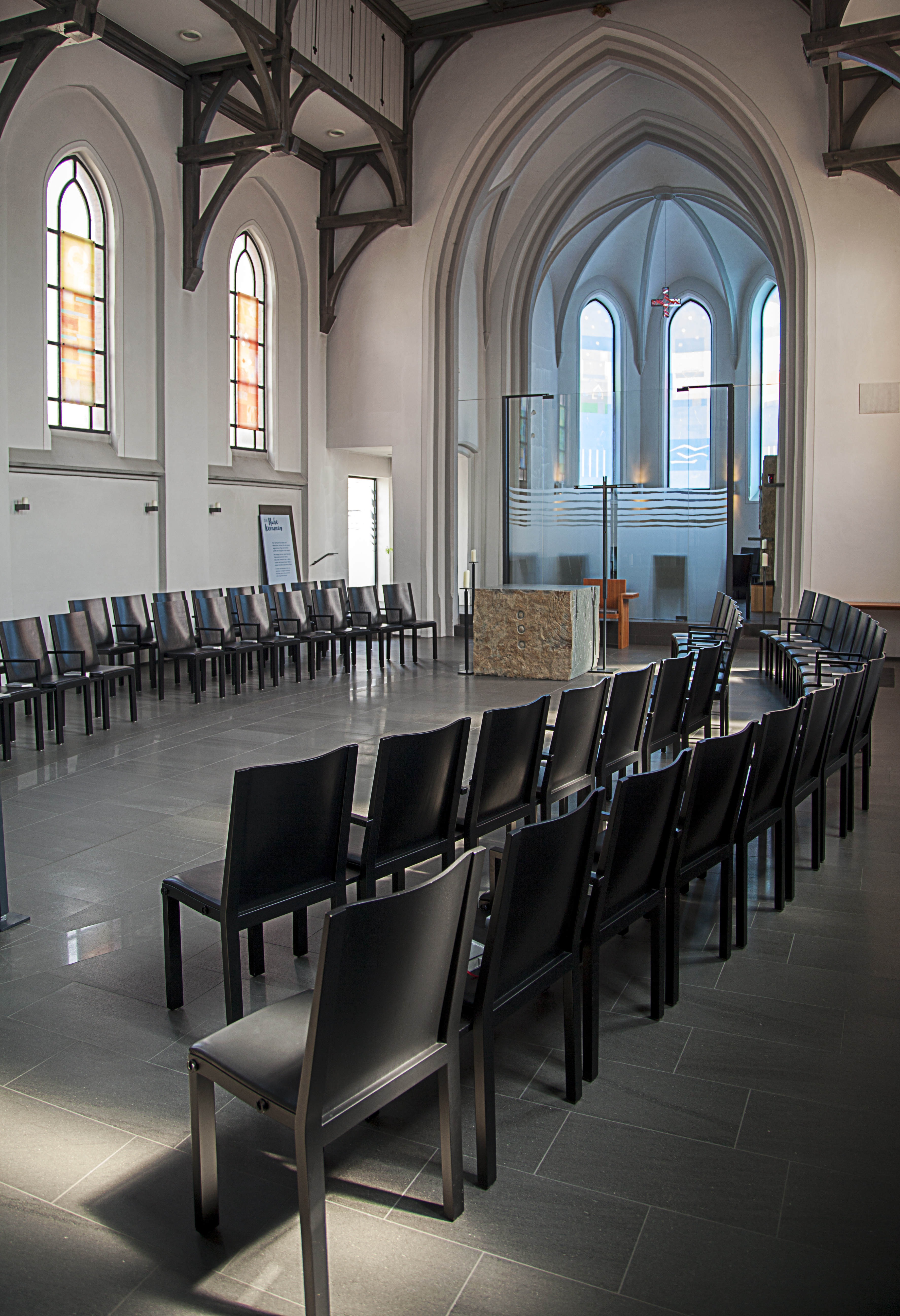
Innenraum der Kirche im Jahr 2019

Der Innenraum ist schlicht gestaltet und bietet Raum für 80 Gottesdienstbesucher. Das Glasgemälde schuf die Schweizer Malerin Barbara Berlin im Jahr 1908. Im Zuge der Umgestaltung des Kircheninneren wurden die Kirchenbänke durch bewegliche Stühle ersetzt, die ellipsenartig um die beiden Brennpunkte Altar und Ambo gruppiert sind. Diese ungewöhnliche Anordnung, die Kirche nach frühchristlichem Vorbild als Communio erlebbar machen soll, blieb nicht ohne Kritik. Die Sakralgegenstände gestaltete der Kölner Künstler Arne-Bernd Rhaue als kubusförmige Blöcke aus massivem Anröchter Stein ohne Reliefs, den Altar mit stilisierten Wellenlinien, den Ambo mit Feuerzungen. Der Chorbereich wird durch eine Glaswand abgetrennt. Im westlichen Eingangsbereich dient eine Glaskonstruktion als Windfang; dort befindet sich ein Taufbrunnen aus einem Stein in Kubusform, der auch als Weihwasserbecken dient.

## Orgel
Über dem Windfang ist die Orgel angebracht, die Orgelbau Mayer (Heusweiler) 1973 mit acht Registern auf zwei Manualen und Pedal baute. Im Jahr 2007 erfolgte ein Gehäuseumbau und eine Überholung mit Intonation durch den Westfälischen Orgelbau S. Sauer. Spiel- und Registertraktur sind mechanisch.
| I. Manual C–g3 |       |
| Rohrflöte      | 8′    |
| Principal      | 4′    |
| Mixtur III     | 1 ⁄3′ |

| II. Manual C–g3 |       |
| Holzgedackt     | 8′    |
| Blockflöte      | 4′    |
| Principal       | 2′    |
| Quinte          | 1 ⁄3′ |

| Pedal C–f1 |     |
| Subbass    | 16′ |

- Koppeln: II/I, I/P, II/P